# Monastero di San Nicolò l'Arena
Il Monastero di San Nicolò l'Arena (o "la Rena"; dove per rena si intende la rena rossa, termine che indica la sabbia vulcanica presente nel territorio) è un complesso ecclesiastico del centro storico di Catania, situato in piazza Dante, costituito da un importante edificio monastico benedettino e da una monumentale chiesa settecentesca.
Fu fondato da monaci provenienti dall'omonimo monastero situato nei pressi di Nicolosi che a metà del XVI secolo chiesero al senato cittadino l'autorizzazione a edificare entro le mura, poiché minacciati dalle eruzioni dell'Etna e dalla presenza di briganti.
Data la superficie occupata, circa 210 x 130 m., è ritenuto per estensione il secondo monastero benedettino più grande d'Europa (secondo solo al Monastero di Mafra in Portogallo).
Il monastero fu dichiarato monumento nazionale con regio decreto del 15 agosto 1869. Nel 2002 viene inserito nell'elenco del patrimonio mondiale  dell'UNESCO come "gioiello del tardo-barocco siciliano" facente parte all'itinerario del "tardo-barocco siciliano del Val di Noto" e nel 2008 la Regione Siciliana dichiara di “importante interesse artistico” il progetto guida riguardante la ristrutturazione del complesso dei Benedettini a Catania firmato da Giancarlo De Carlo.
Oggi è sede del DISUM - Dipartimento di Scienze Umanistiche dell'Università degli Studi di Catania.

## Storia

### Origini
Intorno alla seconda metà del XII secolo, sulle pendici dell'Etna, venne eretta una cappella e un ricovero per i monaci infermi dei vicini monasteri di Santa Maria di Licodia e San Leone del colle Pannacchio, nei pressi di Paternò. In seguito per volere di Federico III di Sicilia, vi si costruì il monastero, che venne costituito sede principale dei cenobi, prendendo la denominazione di "San Nicolò la Rena" per la devozione dei monaci a San Nicola di Bari e per la caratteristica terra sabbiosa - la rena rossa, da rena o arena che in latino indica "sabbia" - che ricopriva la zona. Attorno al monastero prese ben presto forma il paese di Nicolosi.
Il cenobio negli anni si espanse superando in importanza quello di Licodia (a testimonianza di ciò basti ricordare le numerose visite delle regine Eleonora d'Angiò e Bianca di Navarra e il favore sempre avuto dai regnanti a partire da Federico III) e accumulò notevoli ricchezze. 
Nel 1483, i monasteri benedettini di San Placido Calonerò, San Nicolò l'Arena, Santa Maria Nuova, Santa Maria di Licodia si costituirono in congregazione, la quale fu chiamata «Congregazione dei Monaci di San Benedetto in Sicilia». Essa fu approvata da Papa Sisto IV e furono concessi privilegi simili a quelli goduti dalla «Congregazione di Santa Giustina». 
Nel 1504, con l'annessione dell'abbazia di Montecassino, la Congregazione benedettina di Santa Giustina mutò nome, chiamandosi appunto, Congregazione cassinese. Nel 1506 all'interno di quest'ultima confluì la Congregazione sicula.
Ma le scorribande di briganti che imperversavano nella zona, favorite dal relativo isolamento di questo come del cenobio di San Leone, unite al clima rigido dell'Etna, spinsero i monaci a richiedere insistentemente il trasferimento a Catania, città munita e dunque più sicura e in più molto ben disposta ad accogliere una congregazione così ricca e importante, detentrice della reliquia del Santo Chiodo, molto venerata dai catanesi, che avrebbe aumentato notevolmente la ricchezza e il prestigio della città. L'eruzione del 1536-1537, che distrusse il monastero di San Leone, accelerò i tempi: i due cenobi superstiti, quello di Nicolosi e quello di Santa Maria di Licodia, con i monaci di San Leone che vi si erano rifugiati, ottennero il permesso di trasferirsi dentro le mura della vicina città demaniale.

### Fondazione del cenobio di Catania

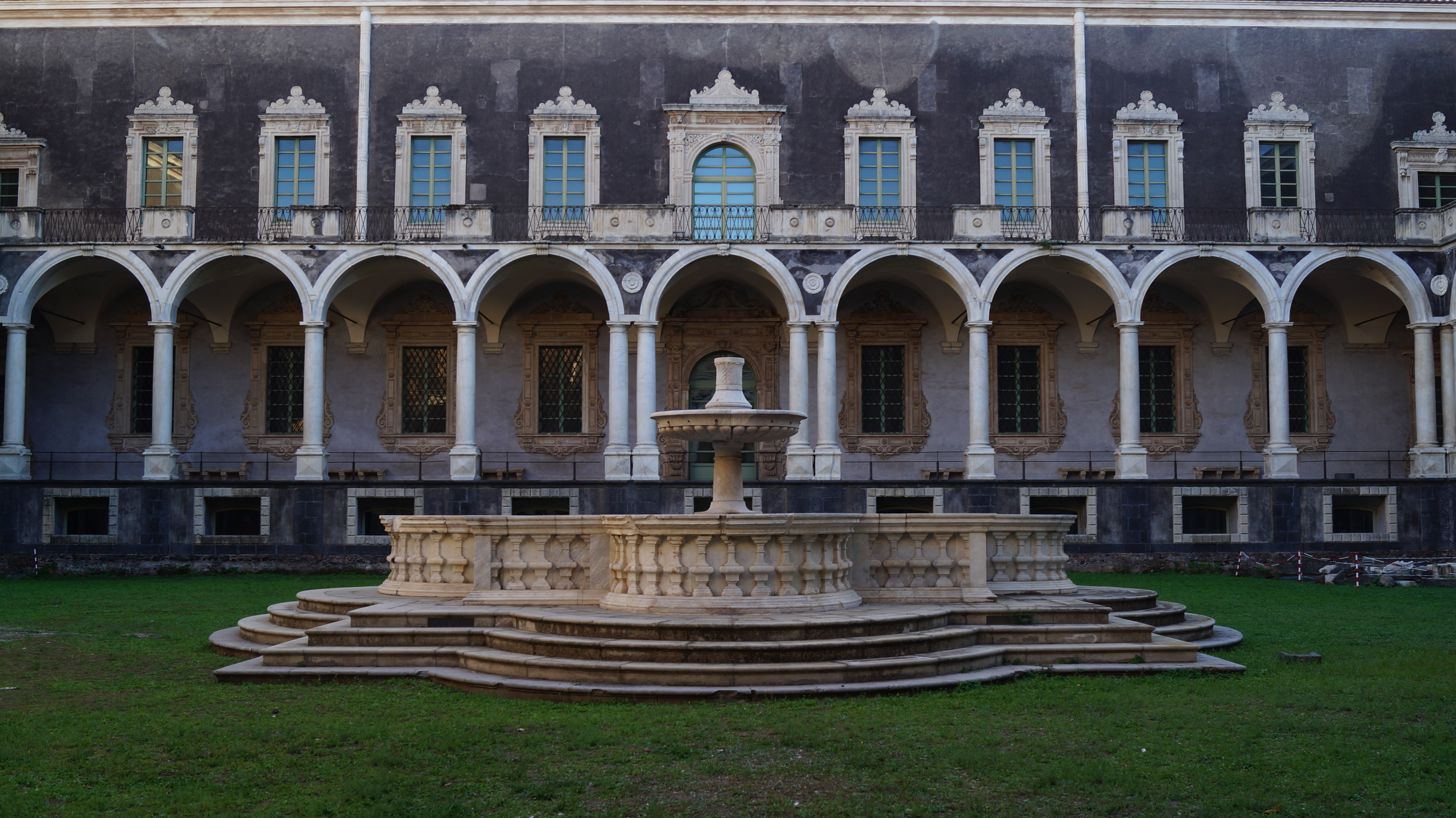
La fontana del chiostro di ponente, recentemente restaurata, insieme al colonnato, è quanto rimane del chiostro distrutto dal terremoto del 1693. Nell'Ottocento la fontana venne smantellata per far spazio alla palestra comunale "Umberto I".

I monaci Benedettini, trasferiti nel XVI secolo a Catania, ottennero il permesso di costruire la nuova sede del monastero entro le mura della città, nei luoghi attuali, allora detti "della Cipriana" e "del Parco". Iniziata la costruzione nel 1558 alla presenza del viceré di Sicilia Juan de la Cerda, duca di Medinaceli, nel 1578 ancora incompleto fu occupato dai monaci. In tale periodo risulta documentato in cantiere l'architetto Giulio Lasso anche se non risulta chiaro il suo ruolo progettuale. Poco dopo, venne iniziata anche la costruzione della chiesa. Nel corso del XVII secolo, con l'aumentare delle ricchezze a disposizione del cenobio, chiesa e monastero furono dotati di apparati sempre più fastosi, come nel grande chiostro sistemato nel 1608 con colonne di marmo bianco e ricchi ornamenti. Nel 1669, a seguito della devastante eruzione dell'Etna, la colata raggiunse e accerchiò Catania lambendo le mura del cenobio e lesionandolo, mentre una lingua di lava, staccandosi dalla principale, distrusse la chiesa di San Nicolò. Per ricostruirla dovettero passare moltissimi anni data la vastità del monastero.
Fu allora che i benedettini diedero vita ad un'imponente opera di ristrutturazione e completamento (con l'aggiunta fra l'altro della monumentale fontana marmorea nel chiostro) e contemporaneamente avviata la ricostruzione della chiesa di San Nicolò, iniziata nel 1687 su progetto dell'architetto romano Giovan Battista Contini.

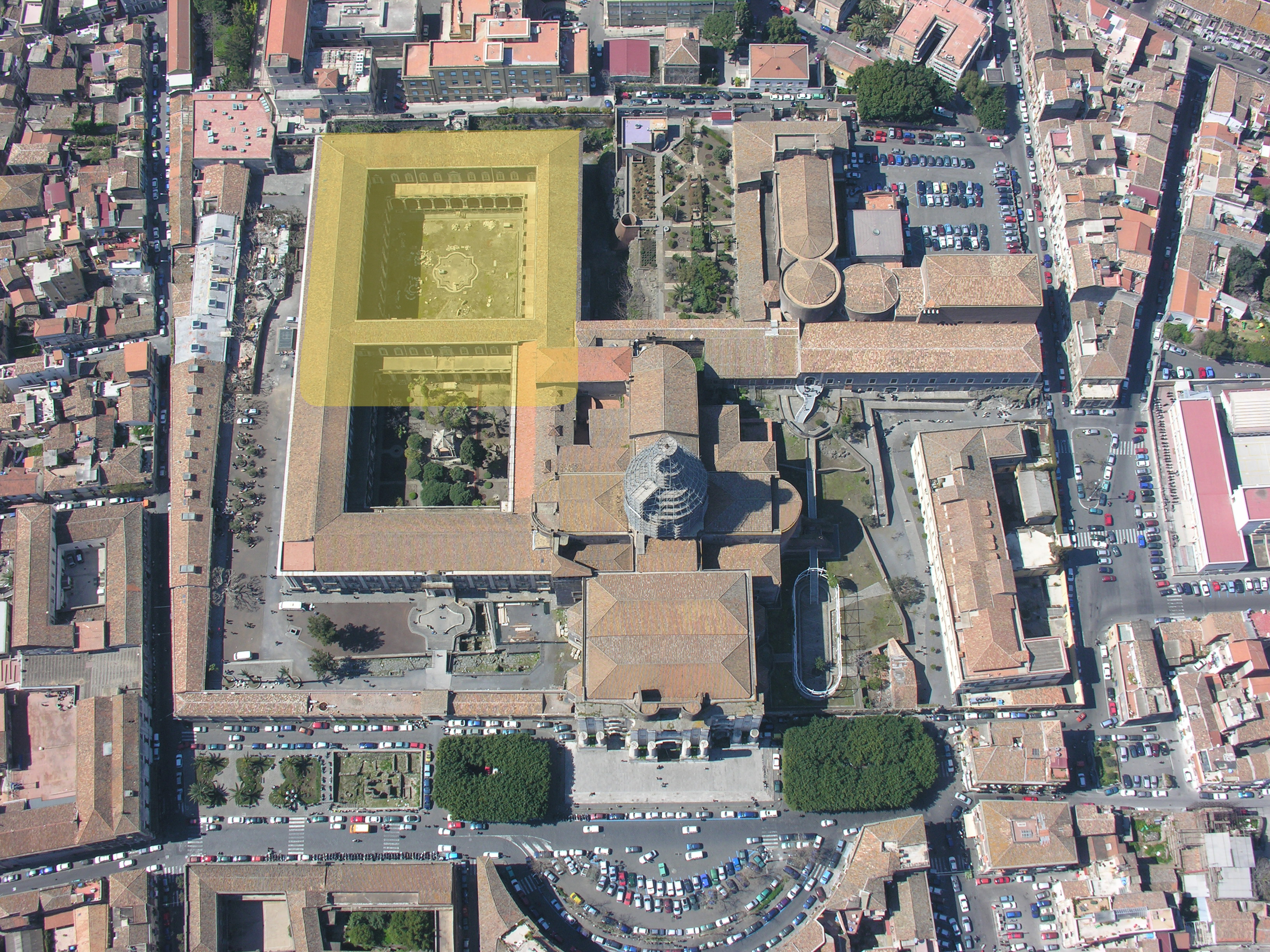
Il monastero visto dall'alto. La sezione evidenziata corrisponde alla superficie cinquecentesca precedente allo sviluppo del XVIII secolo dopo le due catastrofi naturali.

L'11 gennaio 1693, il terremoto che colpì la città provocò anche il crollo del monastero benedettino e la morte della maggior parte dei monaci lasciandone appena tre in vita. Le strutture della chiesa, ancora in corso di costruzione, furono risparmiate, ma i lavori furono interrotti per circa vent'anni.

### Il secolo d'oro

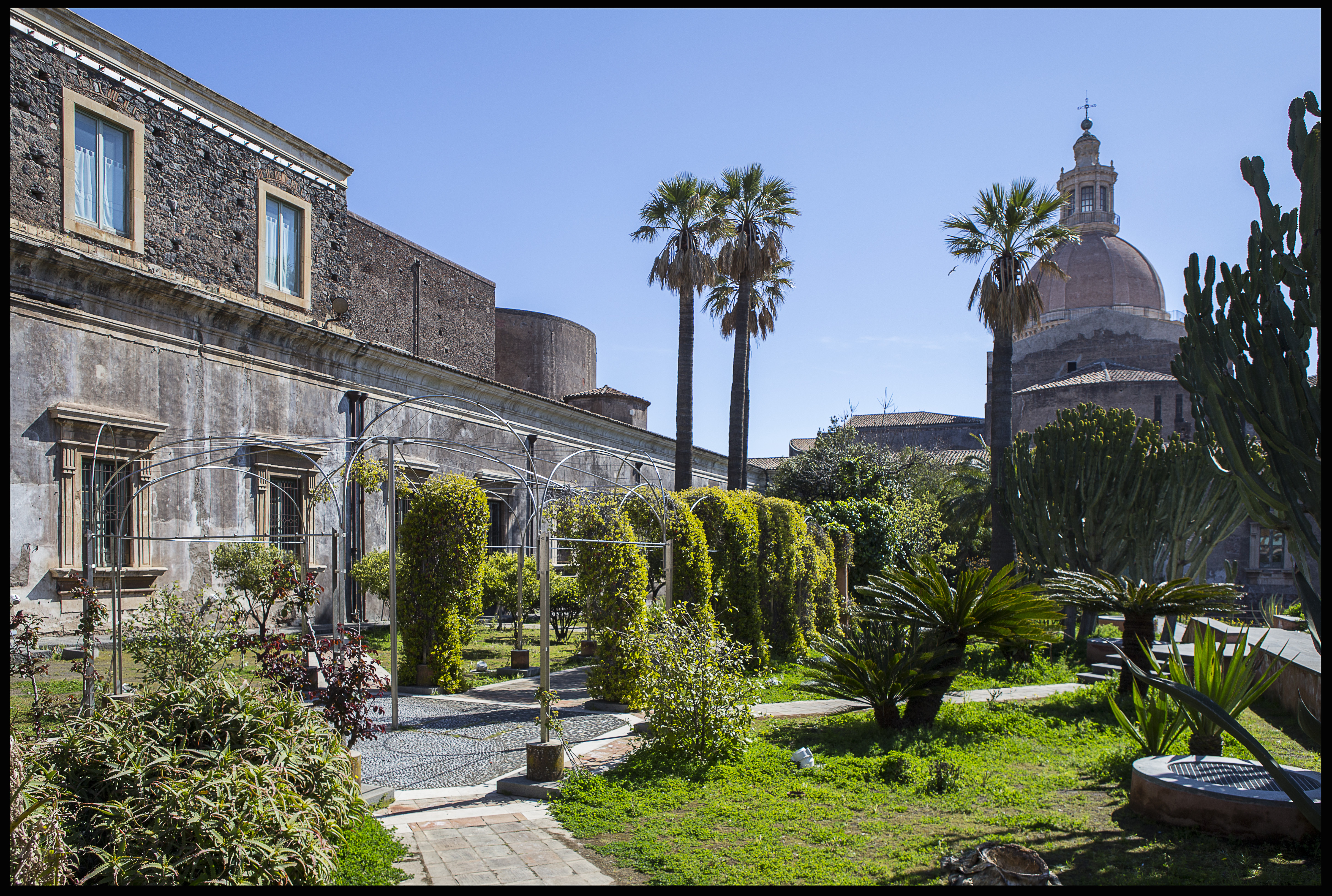
Giardino dei novizi. Durante il periodo della confisca, qui si stabilì la palestra comunale Enrico Toti. La flora è stata reintrodotta durante i lavori di recupero.

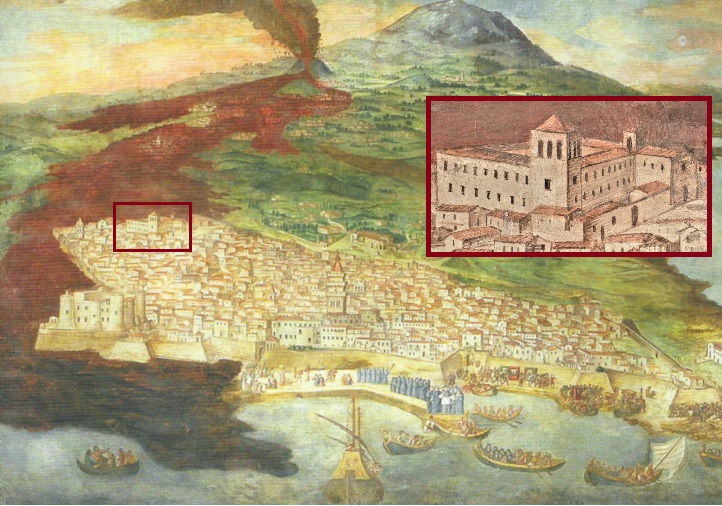
L'eruzione del 1669 in uno storico affresco di Giacinto Platania: la colata circondò non solo il monastero ma anche il Castello Ursino. Entrambi i monumenti erano a ridosso della cinta muraria della città. Nella foto è evidenziata la posizione del monastero (nell'angolo in alto a sinistra della cinta)

Inizialmente i monaci superstiti cercarono di trasferire il cenobio nella vicina località di Monte Vergine e lì cominciarono persino a costruire il nuovo monastero, ma costretti dal senato cittadino ritornarono a La Cipriana nel 1702 e cominciarono la ricostruzione sulle strutture superstiti. Il progetto fu affidato al messinese Andrea Amato, che ideò un impianto ancor più monumentale del precedente, certo in sintonia con le idee di ricchezza e grandiosità dei monaci stessi. L'impianto cinquecentesco originale fu ampliato ad oriente con la costruzione di un secondo chiostro accanto al più antico, mentre altri due chiostri avrebbero dovuto chiudere simmetricamente il complesso a nord sull'altro fianco della chiesa.
Nei successivi venti anni furono completati gli intagli in pietra dei prospetti principali ma i lavori di costruzione, ampliamento e decorazione continuarono per tutto il XVIII secolo, prima con il chiostro dei marmi, o "di ponente", - dove furono rimesse in opera le colonne seicentesche e la fontana - poi con l'ampliamento a nord ad opera prima dell'architetto Francesco Battaglia (intorno al 1738) e poi Giovanni Battista Vaccarini. Se al primo si deve l'avvio del prolungamento settentrionale verso l'alto banco lavico dell'eruzione del 1669, al secondo spetta la rottura della originaria simmetria progettuale: le sale comuni e di rappresentanza del monastero occuparono infatti l'area del terzo chiostro, preludio al definitivo abbandono del grandioso progetto originale.
L'opera del Vaccarini fu completata dopo il 1747 nuovamente da Battaglia, che si occupò anche di altre opere all'interno del complesso: il ponte verso la flora benedettina (ossia il giardino dei monaci ricavato sul banco lavico ad est del complesso e oggi occupato dall'Ospedale Vittorio Emanuele II), il Coro di Notte, la continuazione dei lavori della Chiesa di San Nicolò l'Arena (interrotti a causa di crolli e cedimenti strutturali nel 1755). Nel 1767, nel presbiterio della chiesa veniva inaugurato il grande organo di Donato Del Piano, ma occorsero ancora molti anni prima che venisse voltata l'intera navata. Solo nel 1780 Stefano Ittar portò a termine la cupola mentre la facciata progettata da Carmelo Battaglia Santangelo rimase incompiuta. Sempre Ittar si occupò anche della sistemazione spaziale del piano antistante la chiesa, l'attuale Piazza Dante Alighieri, progettando nel 1769 la grande Esedra con i tre monumentali palazzi, non solo per questioni estetiche e religiose (la piazza era teatro di varie feste religiose, soprattutto la processione del Santo Chiodo) quanto come avvio del necessario risanamento del quartiere circostante, il cosiddetto Antico Corso, fra i più poveri e malsani della città. A questo punto gran parte del monastero e della chiesa era già completata e i monaci si dedicarono nei decenni successivi alla decorazione interna degli ambienti, a dotare di marmi pregiati e dipinti le cappelle, a mettere insieme quelle grandi collezioni artistiche, archeologiche, librarie, naturalistiche e scientifiche, che lo resero famoso in tutta Europa.

### Dal XIX secolo ad oggi

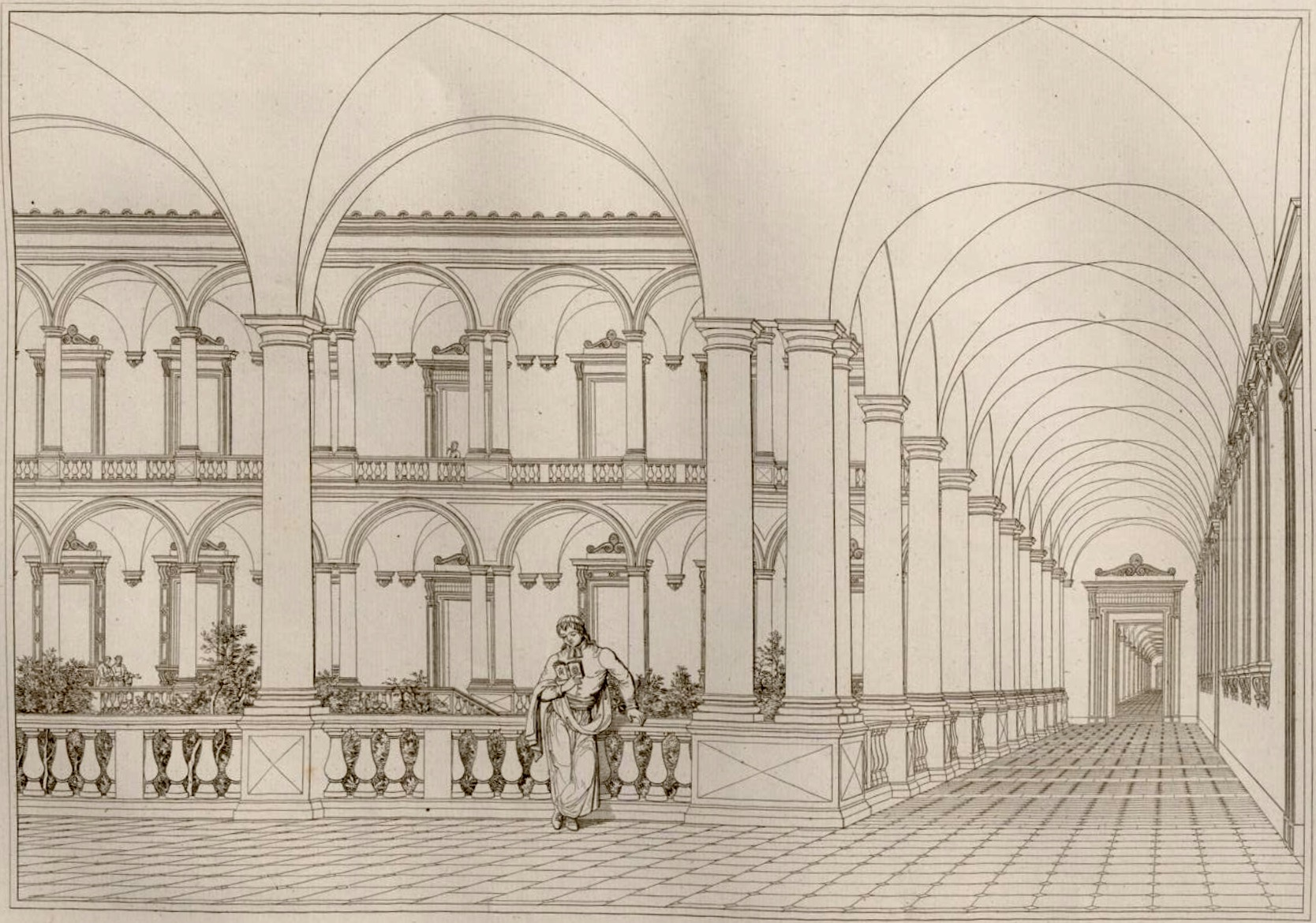
Veduta del chiostro con un benedettino in primo piano. Tratto dallArchitecture moderne de la Sicile di Hittorff e Zanth del 1835

Intorno al 1840, venivano affidati all'ingegnere Mario Musumeci i lavori di completamento dei chiostri, ultimi interventi architettonici di rilievo prima dell'incameramento al demanio dell'intero complesso nel 1866. Il monastero di San Nicolò l'Arena fu infatti interessato dalle leggi di soppressione delle corporazioni religiose e i monaci furono costretti a lasciare l'edificio: nel 1867 avvenne il passaggio dell'intero complesso dall'ultimo abate Giuseppe Benedetto Dusmet, divenuto quello stesso anno arcivescovo di Catania, alle istituzioni cittadine.
Negli anni successivi, il grande complesso fu adibito a vari usi e frazionato in più parti. Ospitò caserme, scuole e istituti tecnici, per un certo periodo anche il Museo civico (poi trasferito al Castello Ursino), l'osservatorio astrofisico del professor Pietro Tacchini, nonché il laboratorio di geodinamica di Annibale Riccò oggi sede del museo della fabbrica, ma soprattutto divenne sede della Biblioteca Civica di Catania formatasi a partire da quella benedettina e, con i successivi ampliamenti, divenuta l'odierna istituzione delle Biblioteche riunite Civica e A. Ursino Recupero.

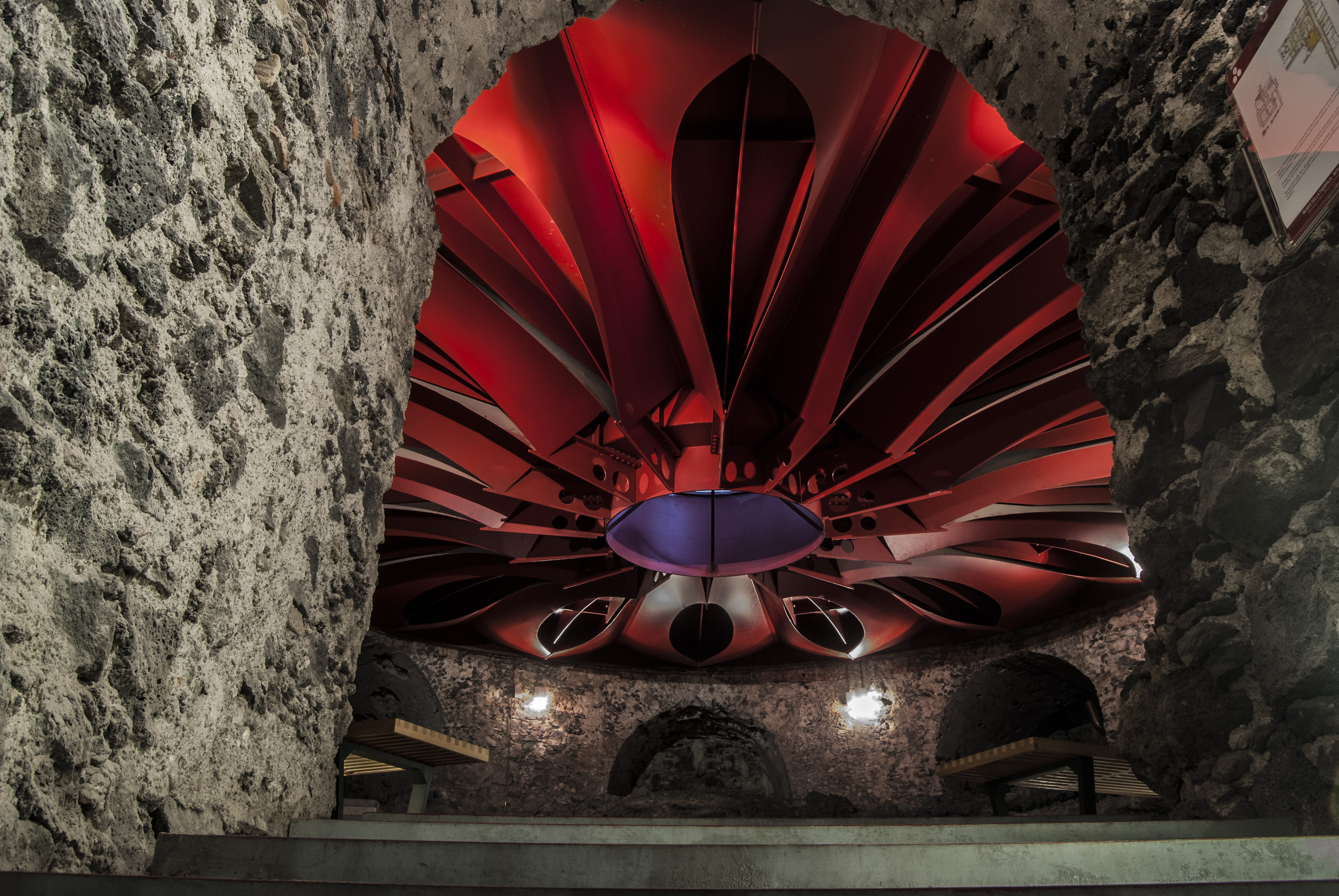
La "sala rossa", disegnata da Antonino Leonardi, è uno dei simboli del progetto di recupero di Giancarlo De Carlo

Danneggiato dai bombardamenti durante la Seconda guerra mondiale, l'intero complesso, esclusa la chiesa di San Nicolò restituita ai Benedettini, fu infine ceduto all'Università degli Studi di Catania che avviò subito un vasto progetto di recupero e restauro condotto dal professore e architetto Giancarlo De Carlo. Tale progetto ha reso possibile l'adeguamento dell'antico complesso monastico a sede delle Facoltà di Lettere e Filosofia e Lingue e Letterature Straniere, oggi accorpate nel Dipartimento di Scienze Umanistiche (DISUM), del predetto Ateneo.

## Descrizione

### La chiesa

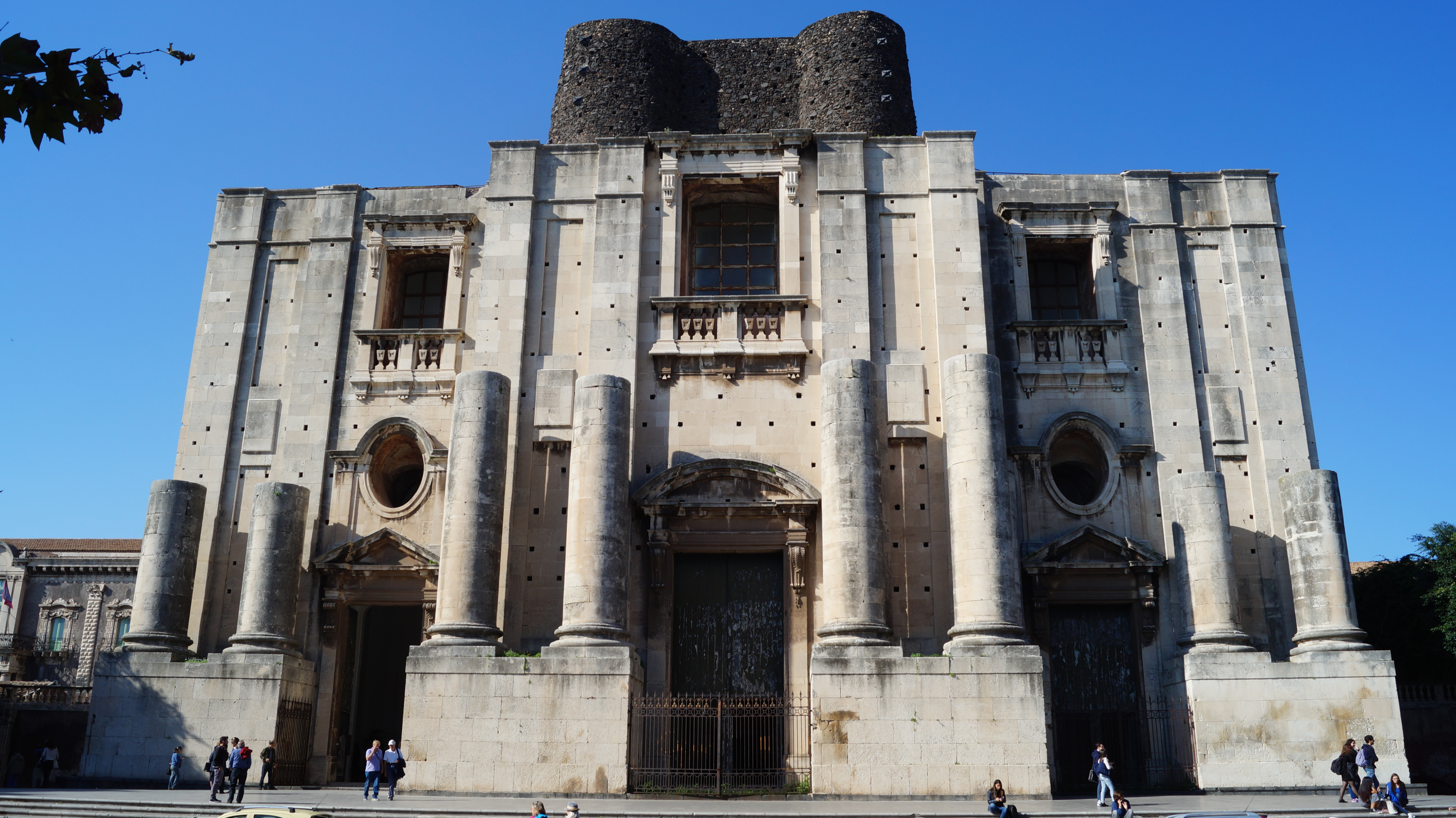
Chiesa di San Nicolò l'Arena

La chiesa venne costruita su progetto dell'architetto romano Giovanni Battista Contini a partire dal 1687 e conserva -   oltre a pregevoli pale di Bernardino Nocchi, Stefano Tofanelli, Vincenzo Camuccini, Mariano Rossi, Ferdinando Boudard - il grande organo barocco di Donato Del Piano e la lunga meridiana (40 metri) opera di Sartorius e Peters. L'immensa fabbrica, passata da Francesco Battaglia al genero Stefano Ittar, rimase incompiuta in facciata, sebbene ancora sia evidente l'intento di portare a Catania il linguaggio architettonico ecclesiale romano.
All'interno è presente il sacrario dei caduti della I e II guerra mondiale, voluto dal col. Pavone e curato dalle Guardie nobili e d'onore ai Sacrari di guerra di Catania. La chiesa a croce latina è considerata una tra le chiese più grandi della Sicilia ed è addirittura più grande della Cattedrale di Sant'Agata; all'esterno si presenta incompiuta con 4 coppie di colonne mozze e il prospetto incompleto. Nonostante i lavori fossero iniziati alla fine del XVII secolo, il progetto non era ancora stato portato a conclusione all'alba del 1866 quando la struttura venno confiscata a seguito dell'emanazione delle leggi dell'Eversione dell'asse ecclesiastico.

### Il monastero

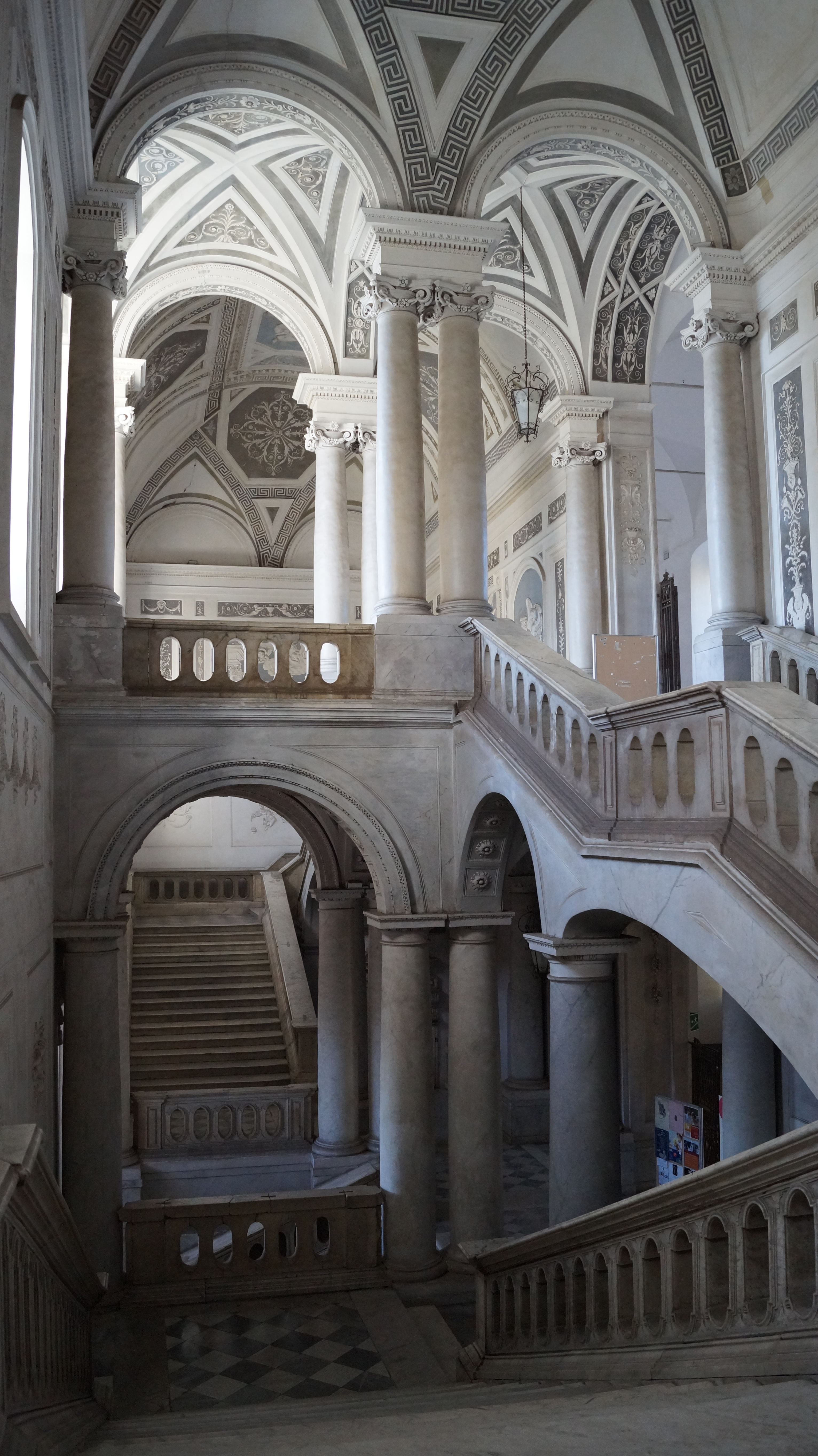
Scalone monumentale

Gli edifici monastici di San Nicolò l'Arena occupano un'area enorme, che cinge su tre lati la grande chiesa, e che nonostante i cambiamenti subiti nell'ultimo secolo è ancora perfettamente riconoscibile. Il monastero appare infatti diviso dal resto della città, di cui costituiva l'estremità occidentale, da un alto muro di cinta su cui si aprono i due portali principali: il primo a nord, divenuto alla fine del XIX secolo imbocco di via Biblioteca, è situato in fondo alla via Gesualdo Clementi, continuazione della Via Antonino di San Giuliano, in origine chiamata Via Lanza, in onore di Giuseppe Lanza, duca di Camastra che l'aveva tracciata subito dopo il terremoto del 1693; il secondo, affacciato su piazza Dante, in corrispondenza dell'antico monastero cinquecentesco, di cui i monaci avevano cominciato la ricostruzione dopo il grande sisma. 
Da questo secondo portale si accede all'enorme corte esterna che aveva più funzioni, principalmente di filtro tra il mondo esterno laico e quello religioso dell'edificio. Addossati al muro di cinta erano vari locali di servizio comprese le cavallerizze (scuderie), le stalle e le carretterie (rimesse per i veicoli). 
Circondato da questo grande cortile sorge in tutta la sua imponenza il monastero vero e proprio, celebrato da Patrick Brydone, in viaggio in Sicilia nel 1773, che lo definì la Versailles siciliana. Esso presenta un basso piano terreno, con porte che si affacciano sul cortile, su cui poggiano i due piani principali. La costruzione del piano terreno, non appartenente alla tradizionale modalità costruttiva delle congregazioni religiose catanesi, fu dovuta alla volontà di allineare il secondo piano al livello del banco lavico del 1669, alto circa dodici metri, dove, nei progetti dell'ambizioso cenobio, dovevano sorgere le altre ali del palazzo. La soluzione, unita al filtro costituito dal muro di cinta che isolava il cenobio dalla città, comportò però anche numerosi accorgimenti, tanto funzionali quanto decorativi, che rendono ulteriormente originale nel panorama degli edifici religiosi catanesi quello benedettino di San Nicolò: il primo piano risultò infatti gerarchicamente simile al secondo, presentando anch'esso grandi balconi alle finestre e una maggiore apertura verso l'esterno tutt'altro che monastica. 
Le due facciate meridionale e orientale dispiegano nelle loro superfici tutto il repertorio tardobarocco dei maestri lapicidi accorsi a Catania da tutta la Sicilia per prender parte alla ricostruzione. Un'infinita serie di volute, fiori, frutti, mascheroni mostruosi, putti, e ninfe che adornano le mostre delle finestre e i balconi mentre le paraste giganti, bugnate a punta di diamante e coronate da capitelli corinzi, denunciano la loro natura essenzialmente ornamentale nel cornicione sovrastante che non vi poggia direttamente a causa di una frangia decorativa fatta di volute e conchiglie che sembra pendere dal cornicione. 
Al centro della facciata principale, ad interrompere la sua sfarzosa teatralità barocca, Carmelo Battaglia Santangelo verso la fine del XVIII secolo inserì il maestoso portale ormai quasi neoclassico nella sua semplice linearità. La struttura interna dell'edificio appare estremamente simmetrica con i due vasti chiostri quadrati sui cui lati corrono lunghi corridoi che si intersecano tutti ortogonalmente e su cui si aprono le porte delle celle dei monaci e dei frati, dell'appartamento dell'abate e di quello del re, allineati sulle facciate esterne. I collegamenti verticali sono assicurati da numerose scale, tra cui la principale è il grande scalone a tenaglia di Girolamo Palazzotto, adorno di stucchi neoclassici.

### I chiostri
Il primo chiostro, quello di levante, è occupato da un folto giardino e circondato per intero di portici retti da pilastri e archi a tutto sesto, con una terrazza continua soprastante. Essi furono inizialmente costruiti da Francesco Battaglia solo sul lato settentrionale a reggere il corridoio del Coro di notte al secondo piano. All'ingegnere Mario Musumeci furono affidati, nel XIX secolo, i lavori di completamento del chiostro di cui coprì con nuovi portici gli altri tre lati replicando quello esistente, risistemò i giardini e aggiunse al centro l'originale Caffeaos neogotico, decorato di maioliche variopinte.

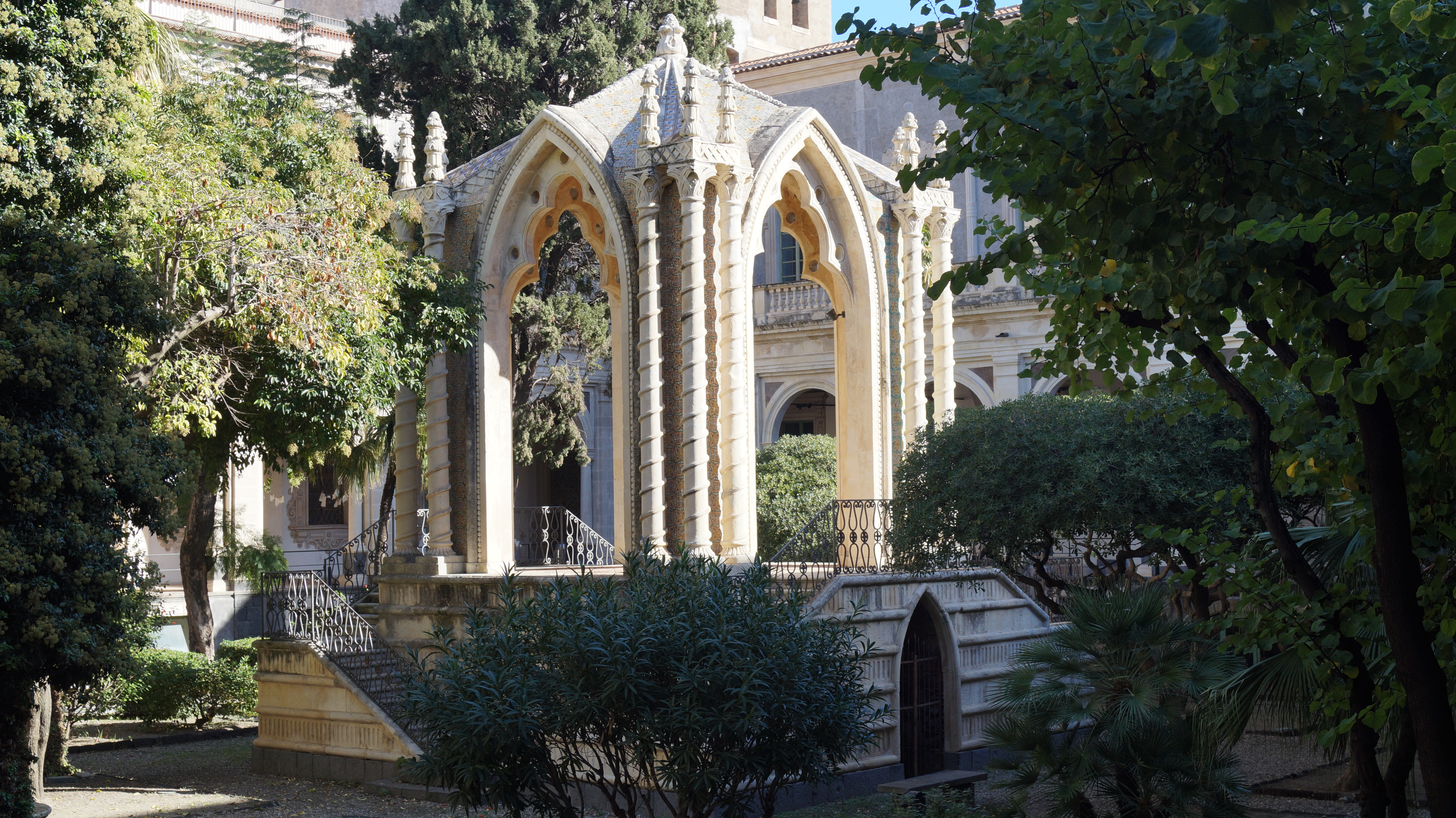
La caffeaus all'interno del chiostro di levante, opera dell'arch. Musumeci

Il secondo chiostro o chiostro dei marmi, a ponente, è il più antico e fu infatti costruito sulle rovine dell'edificio precedente, di cui sono riconoscibili alcuni tratti delle fondazioni cinquecentesche nei sotterranei. In origine non ospitava come l'altro chiostro un giardino, bensì un lastricato monumentale in ciottoli e pietra lavica di cui ancora si intravedono alcune parti sotto lo sterrato, mentre al centro sta ancora la grande fontana marmorea seicentesca. Ai lati sono addossati i portici sorretti da colonne di marmo bianco, anch'esse seicentesche e appartenenti al primo impianto, rimesse in opera nel settecento. Tra i due chiostri corre il cosiddetto corridoio dell'orologio, il più lungo dell'edificio (214 m), che unisce quest'ala del monastero, la parte privata, con quella di rappresentanza, dove si svolgeva la vita comune del cenobio. Nei progetti originari, questa nuova ala avrebbe dovuto presentare due chiostri speculari a quelli più antichi a sud della chiesa, ma con l'affidamento dei lavori di costruzione al Vaccarini a partire dal 1739, dopo che il Battaglia aveva già cominciato la costruzione del noviziato, il progetto fu notevolmente modificato. L'architetto palermitano prolungò il corridoio dell'orologio fino ai suoi limiti ideali già tracciati, ma invece dei chiostri, ai due lati, costruì l'antirefettorio, i due refettori, le cucine, la grande biblioteca e il museo senza seguire alcuno schema simmetrico e ingegnandosi nella scelta di forme sempre diverse per ogni locale, concezione quanto mai barocca.

### Il seminterrato seicentesco

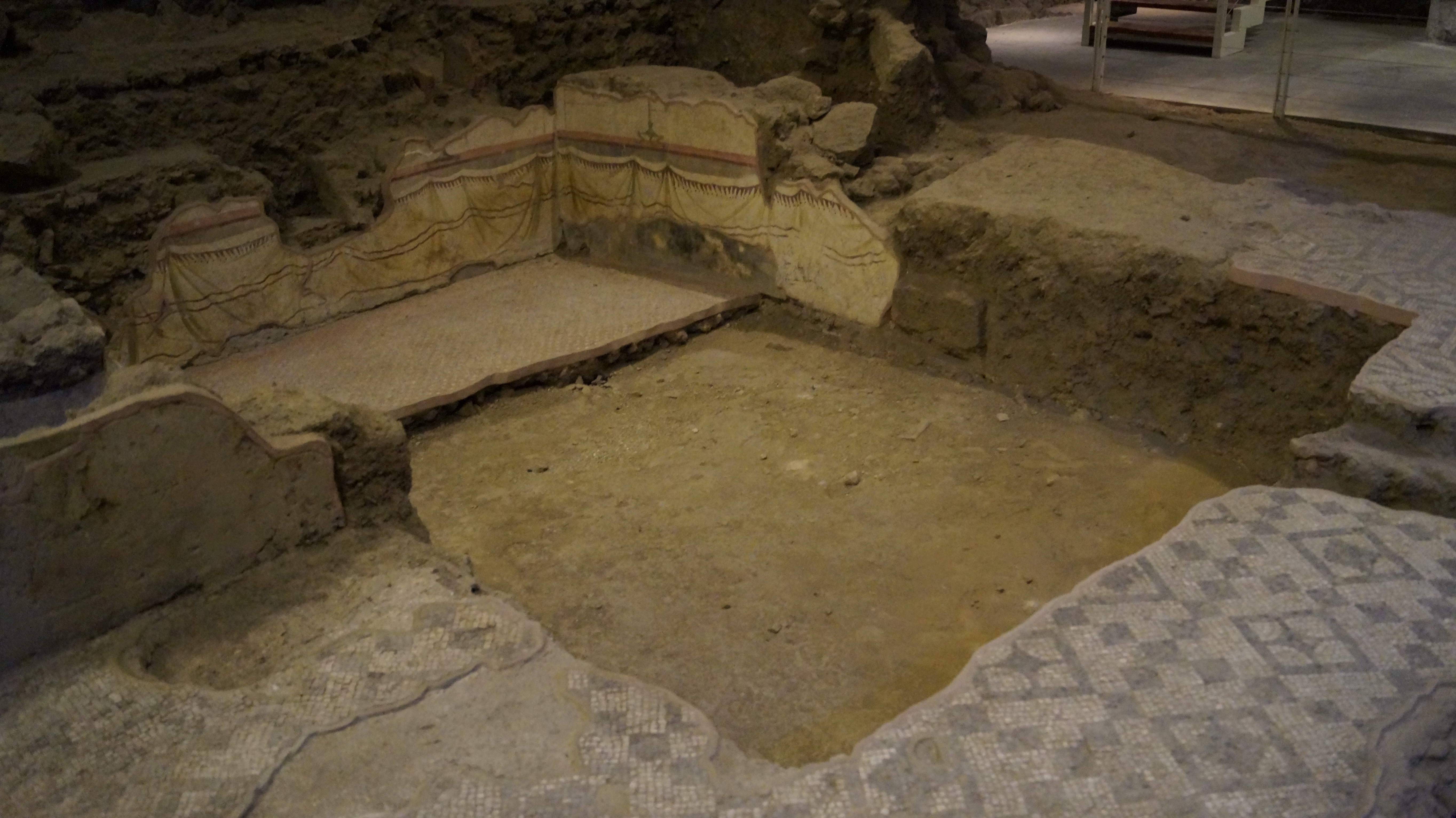
Si nota il Triclinio (II secolo a.C.), che si trova ad un livello più basso rispetto al Peristilio (II secolo d.C.), con il relativo affresco che riproduce un drappeggio da tavola imbandita.

In questa parte del monastero particolarmente interessante è la biblioteca universitaria ricavata negli immensi sotterranei del monastero dove, oltre ai resti delle fondazioni cinquecentesche, si possono ammirare, nella Emeroteca, i mosaici di un'antica domus romana risalente al II secolo d.C., tra cui uno in pregiato opus sectile, rinvenuti durante gli scavi negli anni ottanta, riportati alla luce e restaurati. In particolare, è stata rinvenuta una sezione di mosaico in Opus tessellatum appartenente al Peristilio della domus e un Triclinio appartenente ad un'altra domus risalente al II secolo a.C. Il vano che ospita il triclinio è stato ribattezzato come "stanza della tavola imbandita" poiché le pareti presentano un affresco risalente al I secolo d.C. raffigurante un drappeggio per ornare la tavola. 

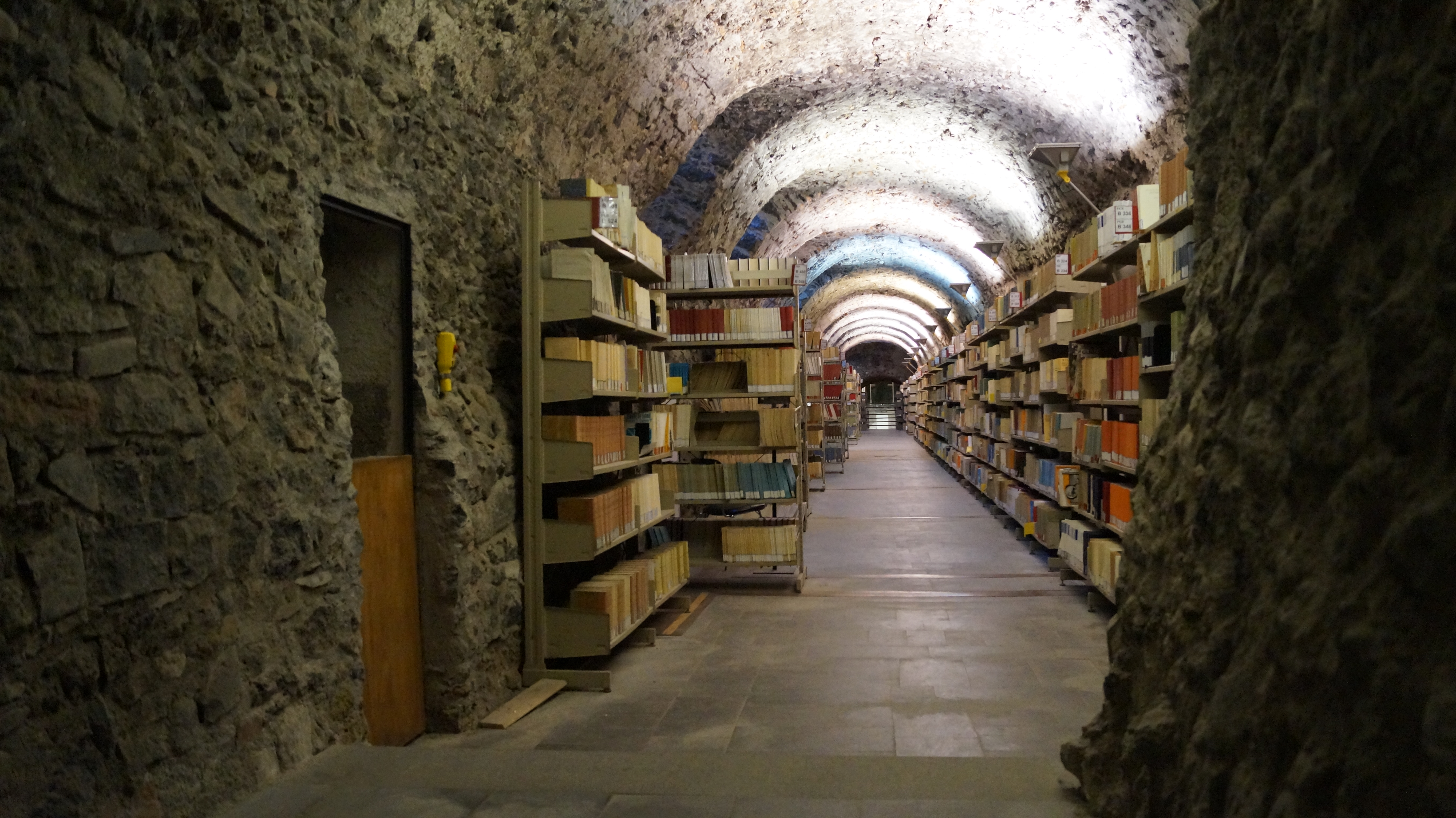
Biblioteca del Disum sita nel seminterrato del monastero

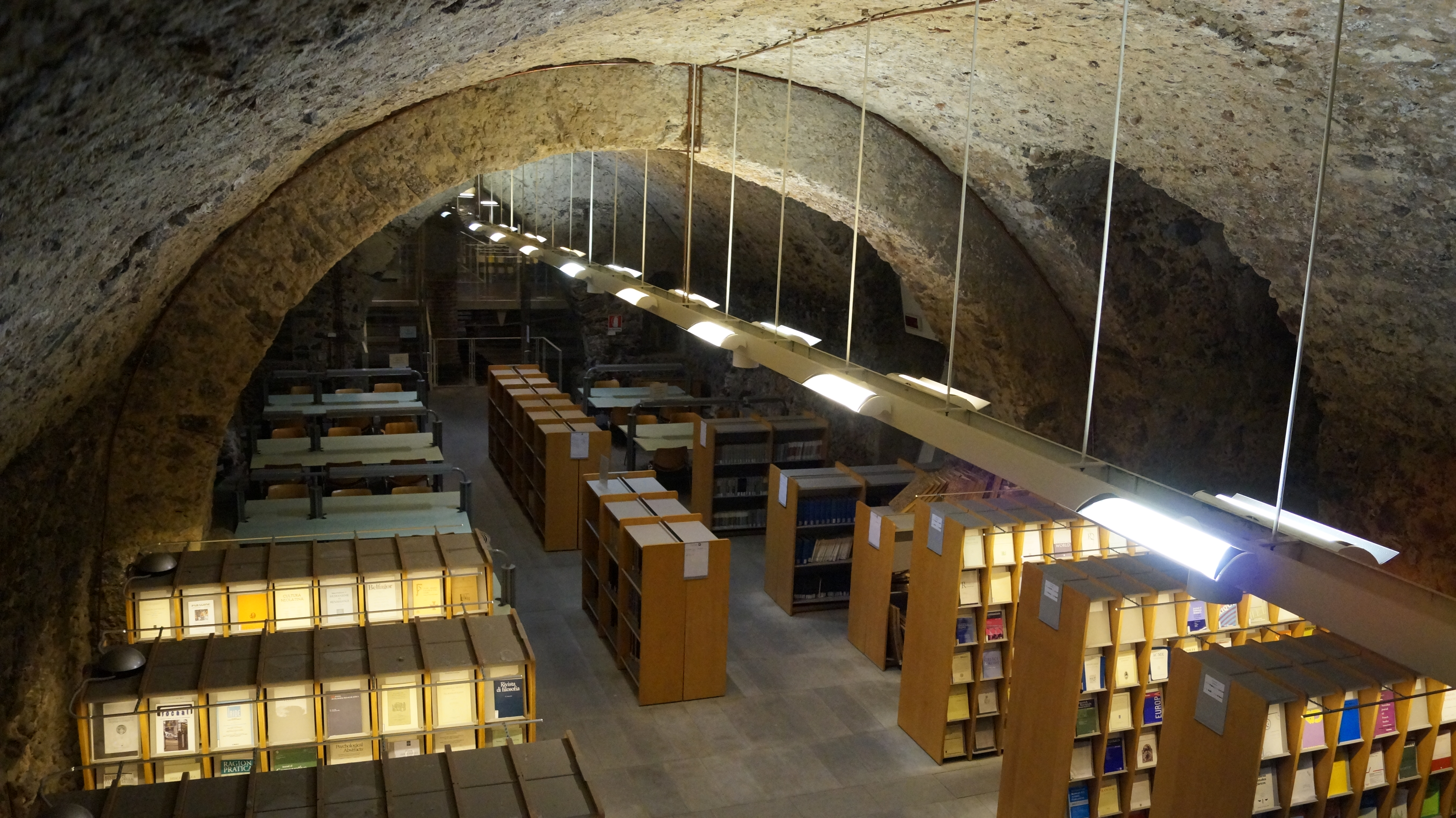
Emeroteca del DISUM sita nel seminterrato del monastero

Gli studenti possono fruire comodamente degli ambienti della biblioteca e dell'emeroteca grazie anche ad un ponte sospeso sopra l'area archeologica che funge da corridoio. Il ponte si trova sospeso grazie ad un sistema di tiranti in acciaio che spingono tutti i pesi sulle pareti cosicché non vi sono pilastri che intacchino i mosaici romani.
Il seminterrato durante la confisca si ridusse quasi a magazzino e durante la seconda guerra mondiale fu usato come rifugio antiaereo; soltanto con i lavori di recupero dell'università negli anni novanta emersero i resti archeologici sotto il pavimento del piano cantinato.

### Il refettorio grande

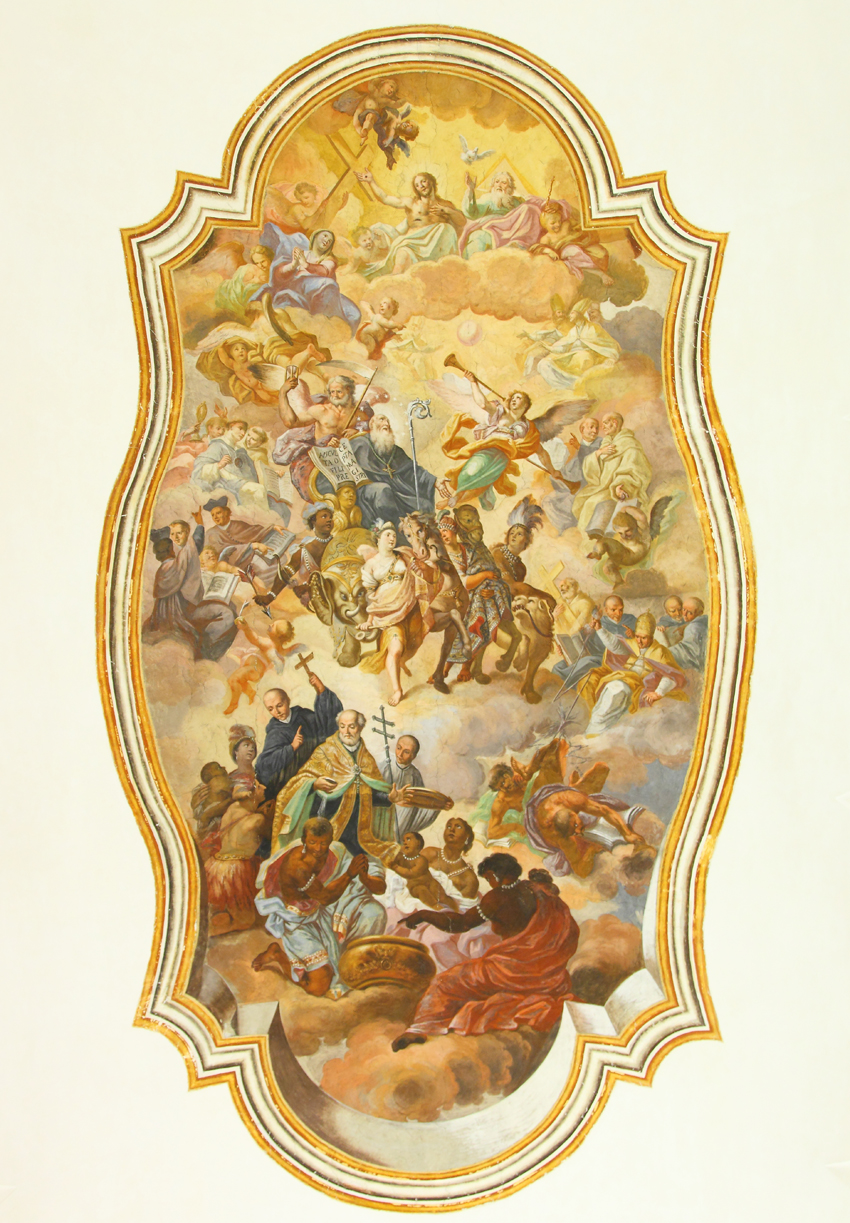
L'affresco del Piparo nel Refettorio Grande.

La costruzione del noviziato che, come dice lo stesso nome, ospitava i novizi del monastero, per lo più appartenenti alle migliori famiglie aristocratiche catanesi e siciliane, fu cominciata da Francesco Battaglia che riprodusse specularmente l'impianto dei due chiostri esistenti con il corridoio affacciato sul chiostro e le stanze dei novizi allineate sulla facciata esterna, ma la costruzione del grande refettorio sull'altro lato del corridoio da parte del Vaccarini modificò profondamente questa primitiva concezione sacrificando la simmetria alla grandiosità e allo sfarzo. 
L'antirefettorio è un'ampia sala rotonda da cui si accede ai due refettori e alle cucine; decorato da massicce colonne tuscanine binate, che reggono una spessa trabeazione e da statue di putti e di personificazioni delle virtù in stucco, è sormontato da una grande cupola riportata solo nel 1981 al suo livello originario; era stata infatti rialzata di cinque metri per ospitare la Specola dell'osservatorio astrofisico. Il refettorio presenta una forma allungata, un rettangolo con due semicerchi alle due estremità, e una volta altissima illuminata da numerose finestre, che fanno sembrare questo grande ambiente più una chiesa che un refettorio. Lungo tutto il perimetro della sala corre una sorta di marciapiede, in cotto siciliano, (come lo definì Federico De Roberto) dove erano collocati i tavoli dove i monaci consumavano i pasti, e al centro vi è un grande tappeto di maioliche siciliane decorate a mano, da qualche anno restaurate, che ridanno vita a quella che era l'originalità della grande sala. L'ampia volta fu affrescata al centro da Giovanni Battista Piparo, con una Gloria di San Benedetto, unica decorazione pittorica sopravvissuta della sala che per il resto oggi, sede dell'Aula Magna "Santo Mazzarino" del Dipartimento di Scienze Umanistiche dell'almo studio catanese, appare uniformemente bianca.

### Le biblioteche riunite "civica e A. Ursino Recupero"

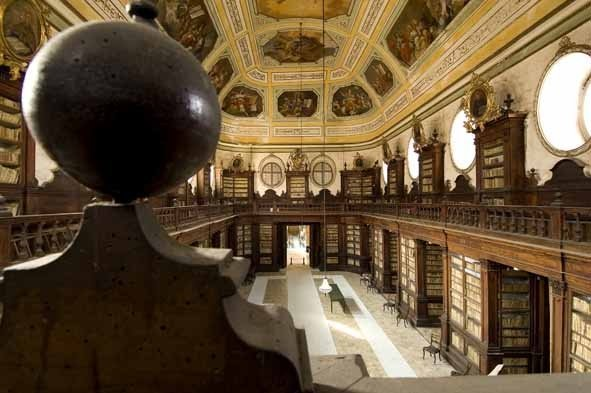
La "Sala Vaccarini", una delle cinque sale delle Biblioteche Riunite "Civica e A. Ursino Recupero", costituisce la biblioteca benedettina settecentesca.

Oggi i locali del museo, della biblioteca e del refettorio piccolo sono occupati dalle Biblioteche riunite Civica e A. Ursino Recupero. Nate a partire dalle collezioni librarie benedettine confiscate nel 1866 a cui si aggiunsero le biblioteche delle altre congregazioni religiose catanesi che formarono la biblioteca comunale nel 1869. Ampliate negli anni seguenti con la Biblioteca-Museo Mario Rapisardi e soprattutto con il lascito del Barone Antonio Ursino Recupero nel 1925 essa oggi possiede circa 270.000 volumi oltre a manoscritti, pergamene, corali, erbari (secchi e a stampa), cinquecentine, libri rari e di pregio, disegni, stampe, giornali e periodici e foto. Le antiche sale del museo, unite assieme da grandi arcate mistilinee furono edificate per ospitare le vaste collezioni d'arte dei monaci, poi passate al demanio, con cui fu creato il primo nucleo del museo civico, e trasferite negli anni trenta del XX secolo a Castello Ursino. 

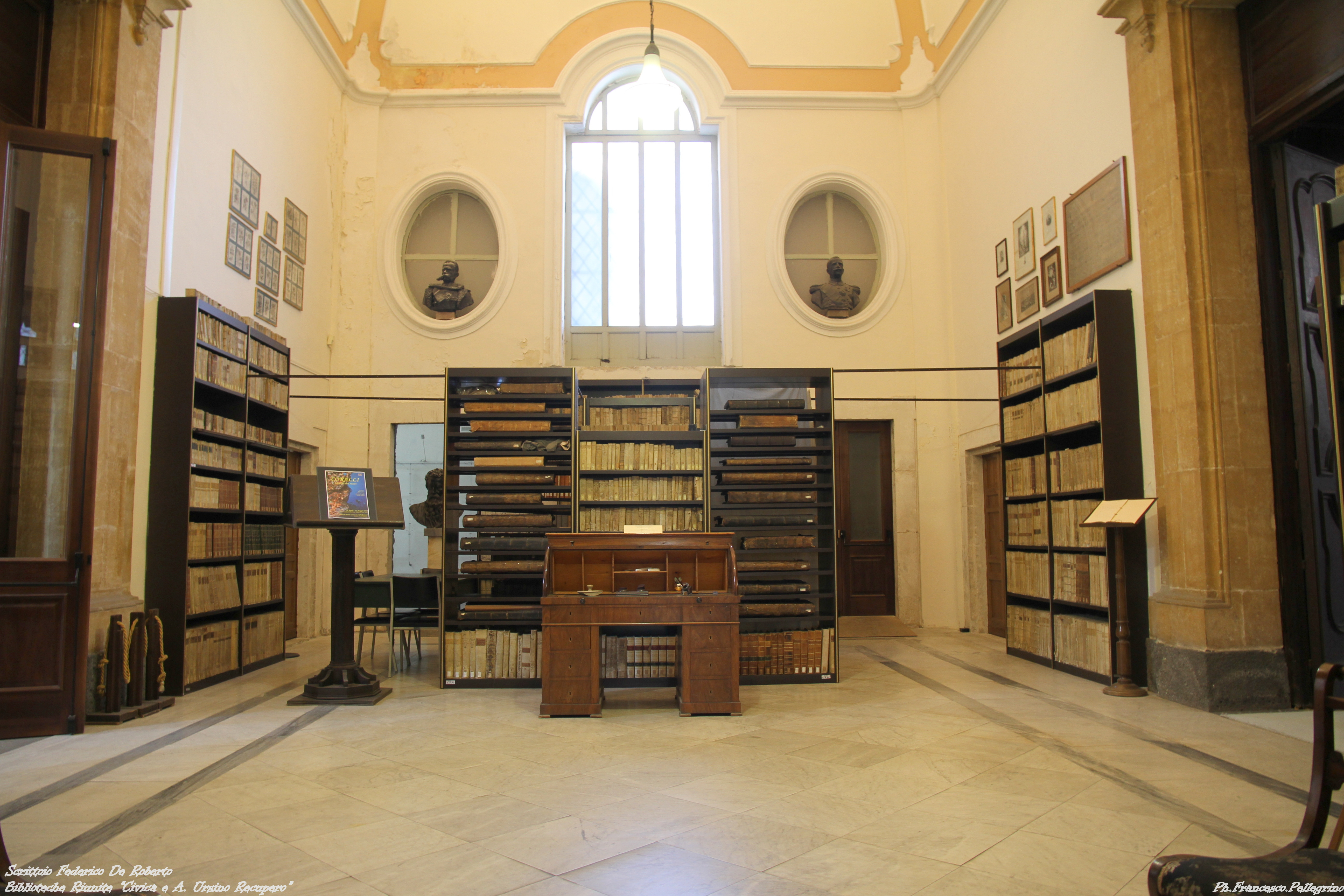
Scrittoio Federico De Roberto

Oggi tutte le cinque sale del ex-museo contengono libri e tre di esse sono destinate alla consultazione, lettura, direzione. Il refettorio piccolo è di forma ovale e sormontato da un'alta volta adorna di stucchi, ma l'ambiente certamente più grandioso è la vasta sala della biblioteca, detta Sala Vaccarini, in onore del suo architetto, che sulla porta principale porta la data 1733; rettangolare, su due piani, rischiarata da grandi finestre ovali, con le alte scaffalature e il ballatoio in legno scolpito, il pavimento in maiolica di Vietri e la volta affrescata da Giovanni Battista Piparo con il trionfo delle scienze, delle arti e delle virtù. La Sala è rimasta immutata dal settecento anche nella disposizione dei volumi, divisi per facoltà.
Le biblioteche custodivano il Tabulario del monastero e quello proveniente dal Monastero di Santa Maria di Licodia.